# WWA International Cruiserweight Championship
Il WWA International Cruiserweight Championship è stato un titolo è stato un titolo riservato ai lottatori della categoria cruiserweight della federazione World Wrestling All-Stars.

## Storia
Il primo vincitore fu Juventud Guerrera che sconfisse Psicosis e che fu l'unico ad avere più di un regno. 

Il titolo fu unificato al TNA X Division Championship il 25 maggio 2003.

## Albo d'oro
| Lottatori                                                         | Regni | Data             | Luogo                   | Note                                                                |
| ----------------------------------------------------------------- | ----- | ---------------- | ----------------------- | ------------------------------------------------------------------- |
| Juventud Guerrera                                                 | 1     | 19 ottobre 2001  | Perth, Australia        | Sconfisse Psicosis divenendo il campione inaugurale.                |
| Vacante                                                           |       |                  |                         | Reso vacante per renderlo disponibile al torneo successivo.         |
| Juventud Guerrera                                                 | 2     | 26 ottobre 2001  | Sydney                  | Sconfisse Psicosis in un Ladder match nel PPV "The Inception".      |
| Psicosis                                                          | 1     | 8 dicembre 2001  | Glasgow, Scozia         |                                                                     |
| Eddie Guerrero                                                    | 1     | 24 febbraio 2002 | Las Vegas, Nevada       | Al PPV "The Revolution".                                            |
| Vacante                                                           |       |                  |                         | Reso vacante poiché Eddie Guerrero passò alla WWE.                  |
| A.J. Styles                                                       | 1     | 13 aprile 2002   | Melbourne               | Sconfisse Jerry Lynn nella finale del torneo al PPV "The Eruption". |
| Vacante                                                           |       |                  |                         | Reso vacante quando A.J. Styles passò alla TNA.                     |
| Jerry Lynn                                                        | 1     | 21 maggio 2003   | Sydney                  | Sconfisse Chris Sabin nella finale di un torneo.                    |
| Chris Sabin                                                       | 1     | 23 maggio 2003   | Auckland, Nuova Zelanda | Sconfisse Johnny Swinger e Frankie Kazarian al PPV "The Reckoning". |
| Titolo unificato al TNA X Division Championship il 25 maggio 2003 |       |                  |                         |                                                                     |